# Jack Sonni
Jack Sonni, född John Thomas Sonni den 9 december 1954 i  Indiana, Pennsylvania, död 30 augusti 2023, var en amerikansk gitarrist och tidigare medlem i Dire Straits. Senare arbetade han som marknadsförare och författare.
Under slutet av 1970-talet jobbade Sonni i den nyöppnade musikaffären Rudy's Music Stop, till en början ägd av gitarrtillverkaren Rudy Pensa. Där träffade han först på David Knopfler som slutligen introducerade honom till sin bror Mark Knopfler, och det hela slutade med att han blev tillfrågad om en plats i Dire Straits till inspelningen av albumet Brothers in Arms, och den efterföljande världsturnén.
På scenen var Jack Sonni igenkänd för sin ovanliga stil: Långa rockar, barfota och med scarfs runt huvudet var inget ovanligt för honom under tiden i Dire Straits.
Han lämnade bandet officiellt 1988 då han fick tvillingar.

## Diskografi
Med Dire Straits
- Brothers in Arms (1985)
- Money for Nothing (samlingsalbum) (1988)
- Sultans of Swing: The Very Best of Dire Straits (samlingsalbum) (1998)
- The Best of Dire Straits & Mark Knopfler: Private Investigations (samlingsalbum) (2005)